# 산조시
산조시(일본어: 三条市)는 일본 니가타현의 거의 중앙부에 있는 시이다.
니가타현의 유수한 공업 도시이며 니가타현의 주에쓰 지방으로 분류되지만 가에쓰 지방에 포함되는 경우도 있다. 2005년 5월 1일에 3개 시정촌의 신설 합병으로 새로운 산조시가 되었다. 인구는 약 10만 8천 명이 되어 니가타시, 나가오카시, 조에쓰시를 잇는 현내 4위의 인구를 가진 도시가 되었다. 그러나 2007년 4월 1일의 통계에서 시바타시에 추월당해 현내 5위가 되었다.

## 지리
니가타현 중앙부에 위치한다. 도쿄에서 조에쓰 신칸센을 이용해 2시간 거리이고 간에쓰 자동차도나 호쿠리쿠 자동차도를 이용하면 4시간이 걸린다. 시나노강이 서부에서 남북으로 흐른다.

## 인접하는 자치체
- 니가타시
- 쓰바메시
- 나가오카시
- 미쓰케시
- 우오누마시
- 고센시
- 가모시
- 히가시칸바라군 아가정
- 후쿠시마현 미나미아이즈군 다다미정

## 역사
- 1828년 12월 8일 - 산조 마을에 지진이 발생했다.
- 1889년 4월 1일 - 산조정과 30개 촌이 성립하였다.
- 1934년 1월 1일 - 산조시가 성립하였다.
- 1963년 1월 - 산조시에 기록적인 폭설이 내렸다.
- 1982년 11월 15일 - 조에쓰 신칸센 쓰바메산조역이 개업하였다.
- 2004년 7월 12일~7월 13일 - 폭우가 내려 대홍수가 발생했다.
- 2005년 5월 1일 - 미나미칸바라군 사카에정, 시타다촌을 편입하였다.

## 교통

### 철도
- 동일본 여객철도
  - 조에쓰 신칸센
  - 신에쓰 본선
  - 야히코선

### 도로
- 호쿠리쿠 자동차도
- 국도 8호선(국도 17호선과 중복)
- 국도 289호선
- 국도 290호선
- 국도 403호선

## 인구
| 연도 | 인구    | ±%    |
| ---- | ------- | ----- |
| 1970 | 102,220 | —     |
| 1980 | 109,429 | +7.1% |
| 1990 | 110,228 | +0.7% |
| 2000 | 107,662 | −2.3% |
| 2010 | 102,292 | −5.0% |
| 2020 | 94,642  | −7.5% |

## 기후
| 산조시의 기후                                                | 산조시의 기후 | 산조시의 기후 | 산조시의 기후 | 산조시의 기후 | 산조시의 기후 | 산조시의 기후 | 산조시의 기후 | 산조시의 기후 | 산조시의 기후 | 산조시의 기후 | 산조시의 기후 | 산조시의 기후 | 산조시의 기후   |
| 월                                                           | 1월           | 2월           | 3월           | 4월           | 5월           | 6월           | 7월           | 8월           | 9월           | 10월          | 11월          | 12월          | 연간            |
| ------------------------------------------------------------ | ------------- | ------------- | ------------- | ------------- | ------------- | ------------- | ------------- | ------------- | ------------- | ------------- | ------------- | ------------- | --------------- |
| 역대 최고 기온 °C (°F)                                       | 14.3 (57.7)   | 21.7 (71.1)   | 23.7 (74.7)   | 30.5 (86.9)   | 33.7 (92.7)   | 36.1 (97.0)   | 39.5 (103.1)  | 40.4 (104.7)  | 40.4 (104.7)  | 36.0 (96.8)   | 25.0 (77.0)   | 19.1 (66.4)   | 40.4 (104.7)    |
| 일평균 최고 기온 °C (°F)                                     | 4.9 (40.8)    | 5.6 (42.1)    | 10.0 (50.0)   | 16.6 (61.9)   | 22.2 (72.0)   | 25.5 (77.9)   | 29.1 (84.4)   | 30.8 (87.4)   | 27.0 (80.6)   | 20.8 (69.4)   | 14.2 (57.6)   | 8.0 (46.4)    | 17.9 (64.2)     |
| 일일 평균 기온 °C (°F)                                       | 2.0 (35.6)    | 2.2 (36.0)    | 5.5 (41.9)    | 11.2 (52.2)   | 17.0 (62.6)   | 21.0 (69.8)   | 24.9 (76.8)   | 26.2 (79.2)   | 22.3 (72.1)   | 16.1 (61.0)   | 9.9 (49.8)    | 4.6 (40.3)    | 13.6 (56.4)     |
| 일평균 최저 기온 °C (°F)                                     | −0.5 (31.1)   | −0.8 (30.6)   | 1.5 (34.7)    | 6.3 (43.3)    | 12.4 (54.3)   | 17.3 (63.1)   | 21.5 (70.7)   | 22.5 (72.5)   | 18.4 (65.1)   | 12.0 (53.6)   | 6.1 (43.0)    | 1.7 (35.1)    | 9.9 (49.8)      |
| 역대 최저 기온 °C (°F)                                       | −12.5 (9.5)   | −10.3 (13.5)  | −5.6 (21.9)   | −2.2 (28.0)   | 3.8 (38.8)    | 8.6 (47.5)    | 13.9 (57.0)   | 12.4 (54.3)   | 7.8 (46.0)    | 2.8 (37.0)    | −2.2 (28.0)   | −10.4 (13.3)  | −12.5 (9.5)     |
| 평균 강수량 mm (인치)                                        | 219.6 (8.65)  | 137.0 (5.39)  | 123.6 (4.87)  | 98.0 (3.86)   | 94.2 (3.71)   | 132.5 (5.22)  | 243.2 (9.57)  | 171.6 (6.76)  | 144.6 (5.69)  | 160.4 (6.31)  | 236.7 (9.32)  | 287.8 (11.33) | 2,056.3 (80.96) |
| 평균 강수일수 (≥ 1.0 mm)                                     | 8.4           | 4.9           | 4.4           | 3.4           | 3.3           | 3.9           | 6.5           | 5.2           | 5.0           | 5.6           | 8.7           | 10.7          | 70              |
| 평균 월간 일조시간                                           | 41.1          | 66.5          | 123.4         | 167.9         | 196.4         | 160.6         | 148.4         | 195.7         | 143.7         | 136.0         | 88.0          | 50.1          | 1,517.8         |
| 출처: 일본 기상청 (평년값: 1991년~2020년, 극값: 1978년~현재) |               |               |               |               |               |               |               |               |               |               |               |               |                 |